# Lichtenštejnský parlament
Lichtenštejnský parlament resp. Zemský sněm Lichtenštejnského knížectví (německy Lichtensteinische Landtag, či Landtag des Fürstentums Liechtenstein) je zákonodárný orgán Lichtenštejnské knížectví.

## Činnost

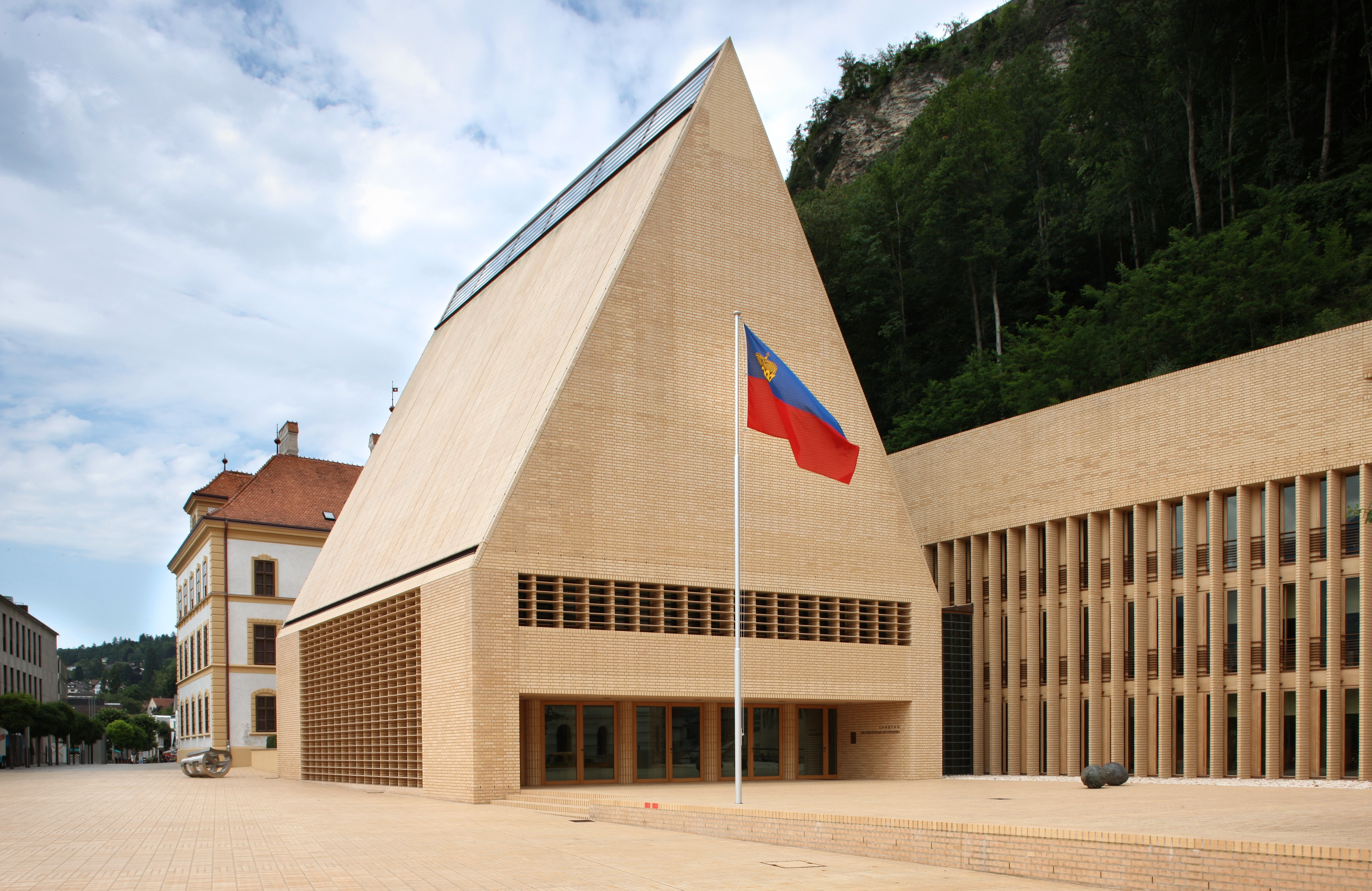
Nová budova Landtagu (tzv. Hohes Haus), otevřená v únoru 2008

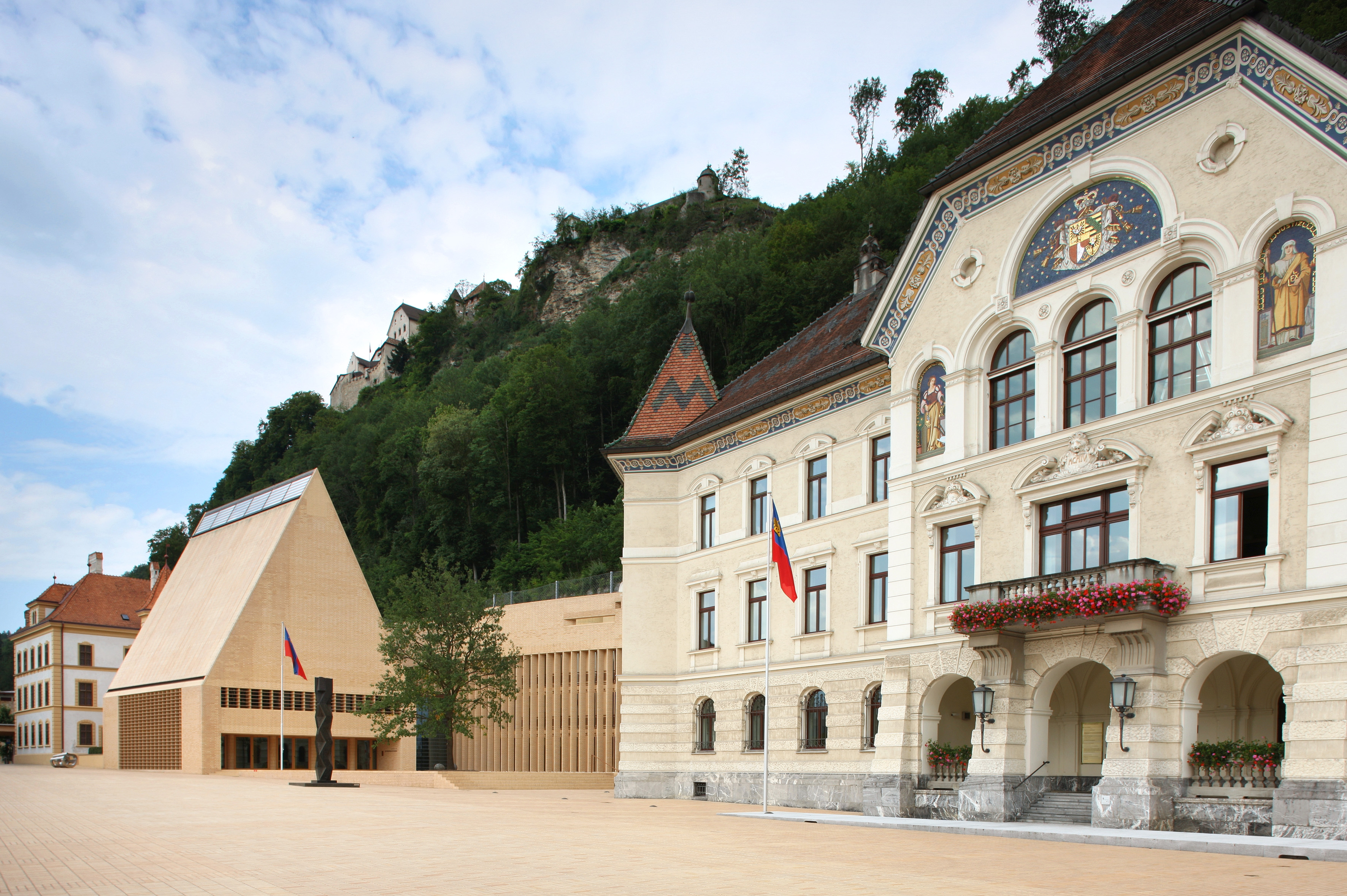
Vlevo budova parlamentu, vpravo budova vlády Lichtenštejnska, v níž zemský sněm zasedal do roku 2007.

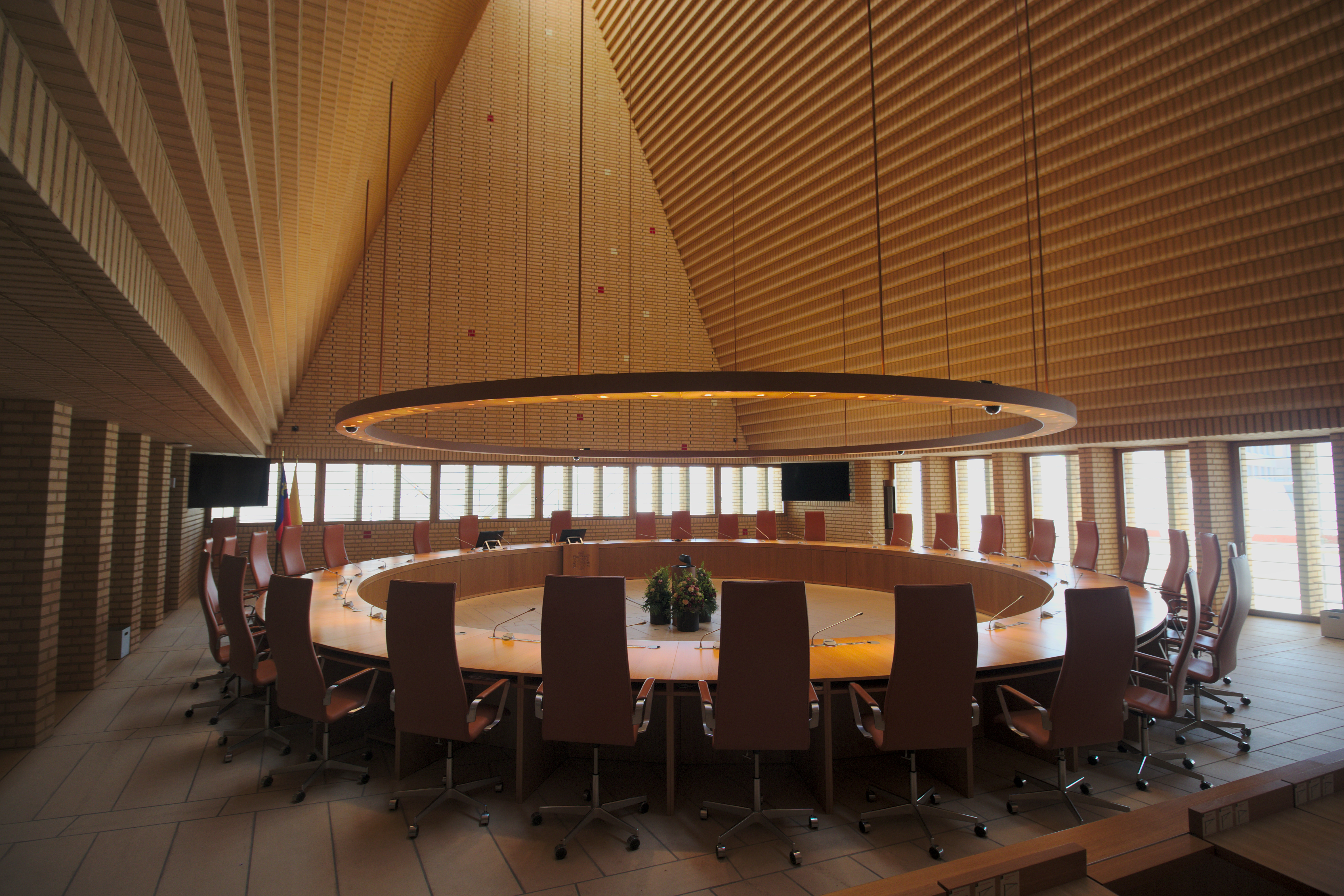
Pohled do interiéru zasedacího sálu nové budovy parlamentu u příležitosti 300 let založení sátu.

Lichtenštejnské knížectví je podle ústavy „konstituční dědičná monarchie na demokratickém a parlamentárním základě“. Landtag je zastoupení a je „orgánem“ národa a jako takový je povolán, aby jej zastupoval a vnímal jeho práva a zájmy. Sestává z 25 poslanců a je v mezinárodním srovnání poměrně malým parlamentem. Předseda a místopředseda parlamentu pro nastávající rok jsou voleni vždy při zahajovacím zasedání.

## Rozložení sil
Po volbách z února 2001 dosáhly Pokroková občanská strana v Lichtenštejnsku (Fortschrittliche Bürgerpartei in Liechtenstein - FBP) třináct, Vlastenecká unie (Vaterländische Union / VU) jedenáct a strana Freie Liste (FL) jedno křeslo.
Po volbách do zemského sněmu 6. a 8. února 2009 ztratila Pokoroková občanská strana (FBP) svoji většinu a disponuje jen 11 mandáty (dosud 12). Vaterländische Union (VU) naproti tomu získala 13 mandátů (dosud 10) a navrhla tudíž svého nového šéfa vlády. Poraženou voleb byla strana Freie Liste (FL), která ze svých dosavadních 3 poslaneckých křesel získala v Landtagu pouze jediné. FBP a VU tvoří i přes absolutní většinu VU velkou koalici.

## Výsledky voleb
Jednotlivé výsledky voleb
FBP: 43,5 % (- 5,2 %) 11 mandátů
VU: 47,6 % (+ 9,3 %) 13 mandátů
FL: 8,9 % (- 4,1 %) 1 mandát
Jako právní podklad slouží články 46 a 36 až 63, LGBI. 1973 č. 50 lichtenštejnské ústavy.
- Doba mandátu: 2009 až 2013
- Volby: 6. a 8. února 2009
- Sekretariát zemského sněmu: Josef Hilti, sekretář
- Předseda zemského sněmu: Arthur Brunhart (VU)
- Místopředseda zemského sněmu: Renate Wohlwend (FBP)
- Mluvčí frakce: Johannes Kaiser (FBP), Peter Hilti (VU),
- Zapisovatel: Gerold Büchel (FBP), Thomas Vogt (VU)

Lichtenštejnský Landtag se během jednoho roku shromažďuje na osm až deset sněmovních zasedání, která podle množství projednávaných bodů trvají jeden až tři dny. Zasedání jsou zpravidla veřejná a jsou přenášena v plné délce (audiopřenos se statickým obrazem na státním televizním kanále). Konají se také neveřejná zasedání, při nichž se projednávají interní záležitosti sněmu nebo osobní záležitosti, nebo když zástupci vlády předávají důvěrné informace.
Zákony a finanční předlohy a návrhy musejí být projednávány a uzavírány na veřejných zasedáních. Nejdůležitější funkce Landtagu jsou vymezeny v článku 62 ústavy. Vedle společného projednávání zákonů je to především také kontrola vlády a výše nákladů parlamentu zvláštního významu.

## Dějiny
Lichtenštejnský Landtag vznikl jako instituce na základě absolutistické ústavy z roku 1818. Oba stavy, duchovenstvo a obce, obdržely právo zastoupení prostřednictvím poslanců. Duchovenstvo volilo do sněmu tři faráře. Obce byly zastupovány jedenácti starosty a pokladníky (tzn. strážci obecní pokladny). Stavovský sněm byl k zasedání svoláván knížetem jednou do roka. Původní stavovský sněm neměl žádnou výkonnou moc, jeho funkce spočívala výhradně v tom, že „vděčně souhlasil“ s požadovanými daněmi.